# Loris Facci
Loris Facci (* 13. August 1983 in Turin) ist ein ehemaliger italienischer Schwimmer, der eine Bronzemedaille bei Weltmeisterschaften gewann.

## Sportliche Karriere
Bei den Junioren-Europameisterschaften 2001 belegte Loris Facci sowohl über 100 Meter Brust als auch über 200 Meter Brust den fünften Platz. 2003 wurde Facci über 200 Meter Brust Vierter bei der Universiade in Daegu. 2004 schied Facci bei den Europameisterschaften in Madrid auf beiden Bruststrecken im Halbfinale aus. Bei den Olympischen Spielen in Athen trat er über 200 Meter Brust an, schwamm aber nur die 40. Vorlaufzeit.
2005 erreichte Facci bei den Mittelmeerspielen in Almeria auf keiner Strecke das Finale. Einen Monat später bei den Weltmeisterschaften in Montreal schied Facci im Vorlauf über 100 Meter Brust aus. Über 200 Meter Brust schwamm er zwölf Sekunden schneller als bei den Mittelmeerspielen, erreichte das Finale und belegte den siebten Platz. Im Dezember 2005 bei den Kurzbahneuropameisterschaften in Triest schwamm er erneut ins Finale über 200 Meter Brust und wurde dann Achter, wobei sein Landsmann Paolo Bossini in diesem Endlauf die Bronzemedaille gewann. Bei den Europameisterschaften 2006 in Budapest wurde Facci im Finale über 200 Meter Brust disqualifiziert.
Von Ende März 2007 bis Anfang April fanden die Weltmeisterschaften in Melbourne statt. Über 200 Meter Brust schwamm Facci im Vorlauf die zweitschnellste Zeit hinter dem Japaner Kōsuke Kitajima. Im Halbfinale war Kitajima wieder der Schnellste vor Paolo Bossini und dem Australier Brenton Rickard, Facci erreichte die viertbeste Zeit. Im Finale siegte Kitajima mit über einer Sekunde Vorsprung vor Rickard. 0,04 Sekunden hinter dem Australier schlug Facci an und hatte 0,35 Sekunden Vorsprung vor dem viertplatzierten Bossini. Die italienische 4-mal-100-Meter-Lagenstaffel belegte in Melbourne den sechsten Platz in der Besetzung Damiano Lestingi, Loris Facci, Rudy Goldin und Christian Galenda.
Im März 2008 bei den Europameisterschaften in Eindhoven schied Facci sowohl über 100 Meter Brust als auch über 200 Meter Brust im Halbfinale aus. Facci schwamm auch im Vorlauf der Lagenstaffel, im Finale war er nicht dabei, als seine Mannschaftskameraden Fünfte wurden. Bei den Olympischen Spielen in Peking belegten Facci und Bossini im Finale über 200 Meter Brust den siebten und achten Platz. Die 4-mal-100-Meter-Lagenstaffel erreichte mit Mirco Di Tora, Alessandro Terrin, Mattia Nalesso und Filippo Magnini das Finale mit der achtschnellsten Vorlaufzeit. Im Finale schwamm Facci für Terrin, die Staffel wurde aber wegen eines Wechselfehlers disqualifiziert.
2009 wurde Facci über 200 Meter Brust Vierter bei den Mittelmeerspielen in Pescara. Bei den Weltmeisterschaften 2009 in Rom erreichte Facci noch einmal das Finale über 200 Meter Brust und belegte den achten Platz. Danach konnte sich Facci nicht mehr für internationale Meisterschaften qualifizieren.
Der 1,77 Meter große Loris Facci schwamm für Rari Nantes Torino.